# Branden på Herkulesgatan 11, juni 1929

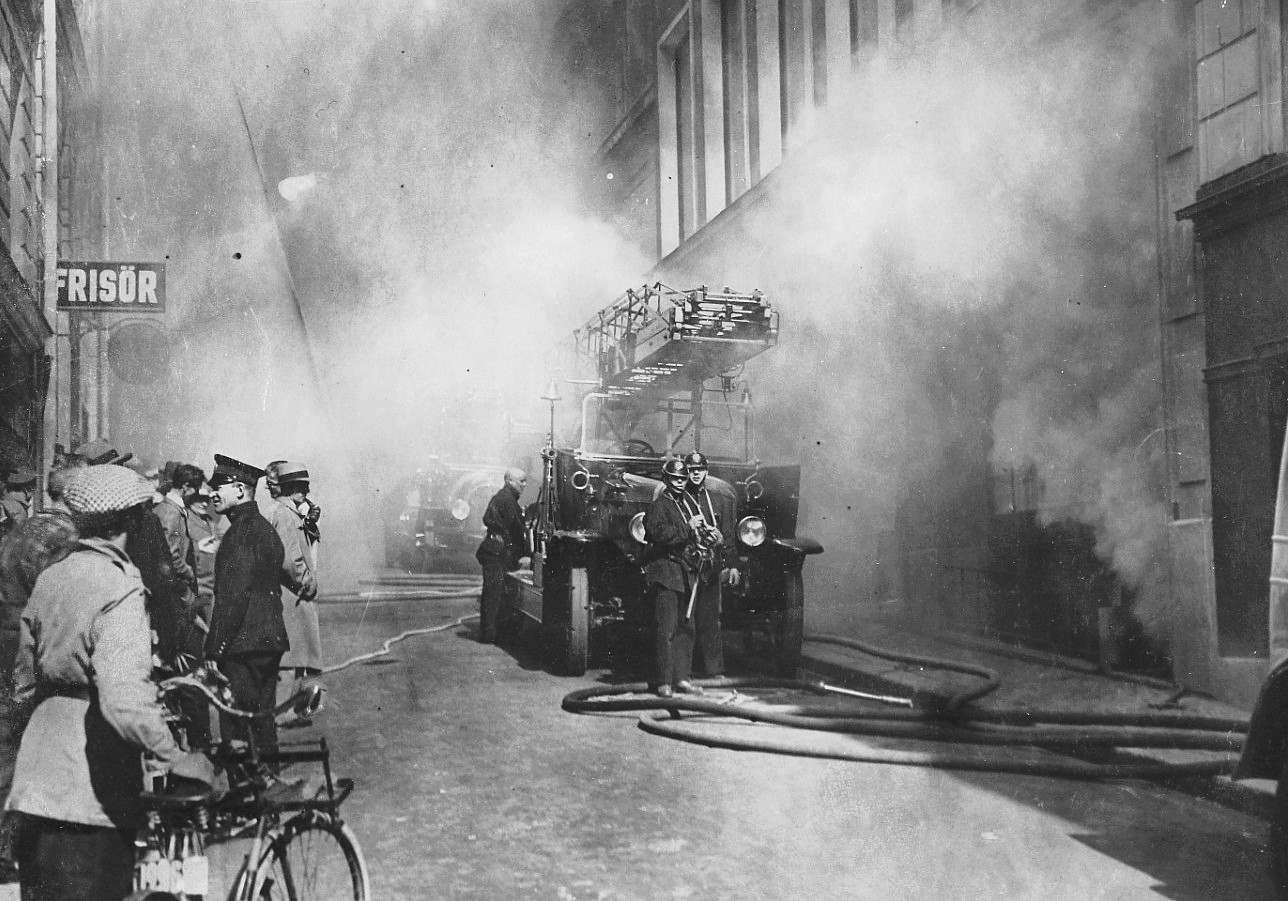
Herkulesgatan österut med nr 11 till höger. Rök väller ut från källarvåningen, 25 juni 1929.

Branden på Herkulesgatan ägde rum den 25 och 26 juni 1929 i kvarteret Brunkhalsen, hörnfastigheten Herkulesgatan 11-13 / Drottninggatan 18-20 på Norrmalm i Stockholm. Vid branden totalförstördes Esseltes nybyggda kontors- och lagerhus. Eldsvådan blev omtalad och uppmärksammad i pressen och betecknades som den värsta på 50 år.

## Brandförloppet

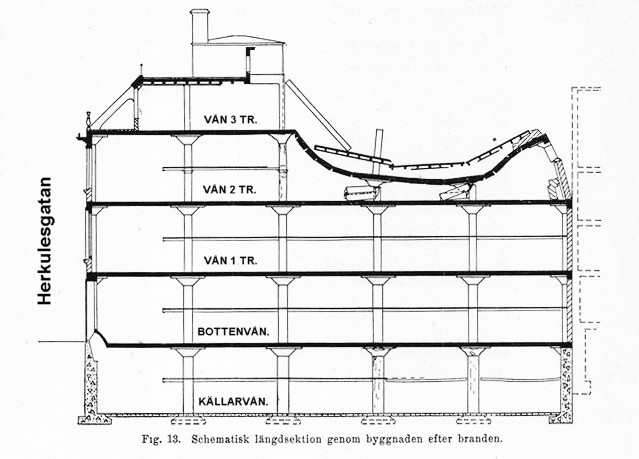
Sektion genom byggnaden efter branden.

Tisdagen den 25 juni 1929 klockan 13:55 kom larm till Johannes brandstation per telefon. Det var kontors- och lagerhuset vid Herkulesgatan 11 tillhörande Sveriges litografiska tryckerier (SLT, sedermera Esselte) som brann. Utöver från Johannes, skickades resurser från Katarinas-, Kungsholmens- och Östermalmsstationerna. Hjälp kom också från dåvarande Värtans brandstation och Bromma brandstation. En äldre ångspruta hämtades från Stockholms vattenledningsverk för länspumpning av vatten.
Branden började i källarvåningen av det 1927 nybyggda industrihuset och spred sig via schakt uppåt i byggnaden. Därifrån sökte sig elden genom öppningar i brandmuren även till den angränsande fastigheten på Drottninggatan i väster som också disponerades av SLT. Brandkåren var snabbt på plats men kunde inte angripa branden från Herkulesgatan på grund av kraftig rökutveckling därifrån. Slangar drogs därför genom butikslokalerna på Drottninggatan och över taken från söder. Trots alla ansträngningar spred sig elden. Strax efter midnatt rapporterades eld i byggnadens övre del och vid två-tiden på morgonen den 26 juni instörtade den inre, södra delen av byggnadens båda övre våningar. Bjälklag, knäckta pelare, brandmurar, takvåningens glaslanternin och annat bråte hamnande på betongbjälklaget våning två trappor upp. 
Förutom lager och kontor för SLT låg även lager för Frans Svanströms & C:o och Gemla leksaksmagasin i fastigheten. Det fanns därför mängder med lättantändligt material som alstrade höga temperaturer och giftiga rökgaser vilka satte ett stort antal brandmän ur spel. Först efter 20 timmar var branden under kontroll. Det följde flera dagar med eftersläckning och uppröjning. Utöver förlusten av byggnaden uppskattades skadan för förstörda varor till fyra miljoner kronor. 15 brandmän blev skadade av bland annat rökförgiftning.

### Bilder från brandplatsen

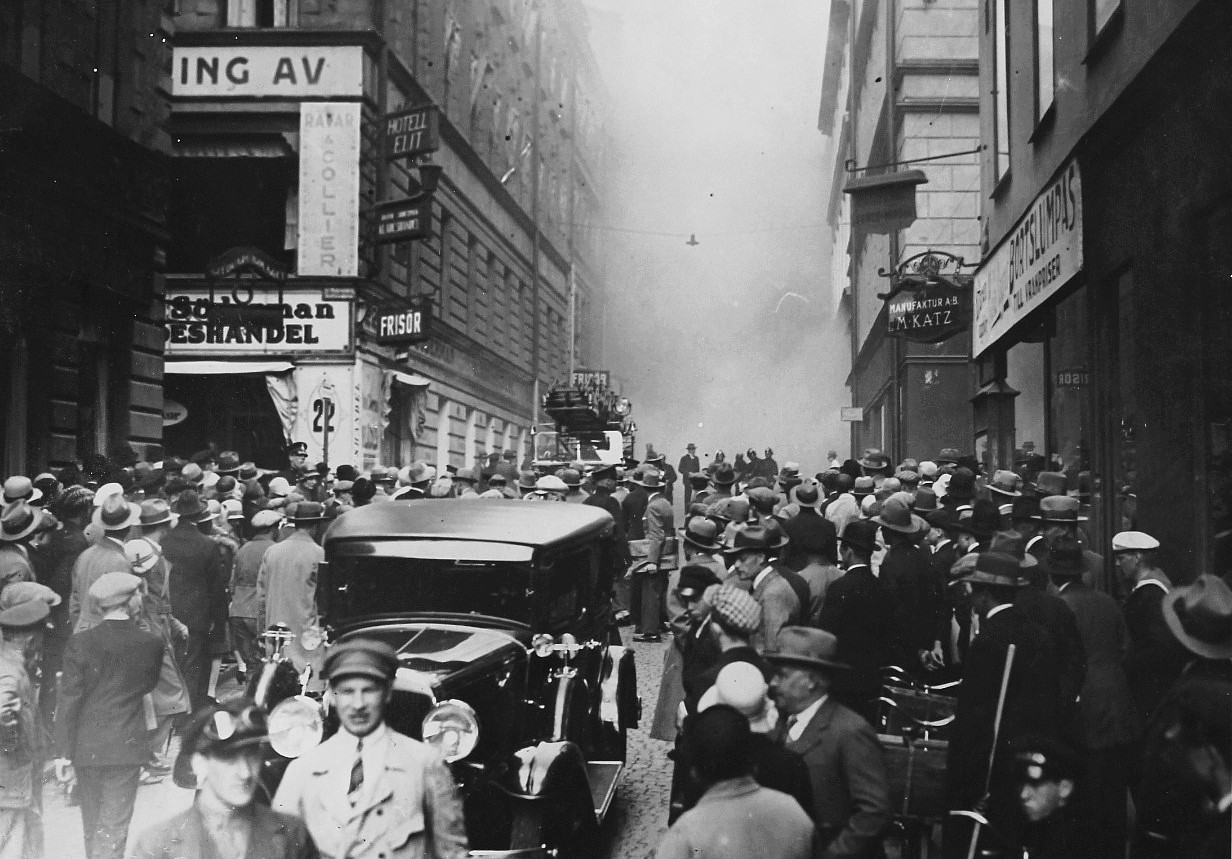
Nyfikna samlas i hörnet Herkulesgatan / Drottninggatan, vy österut.
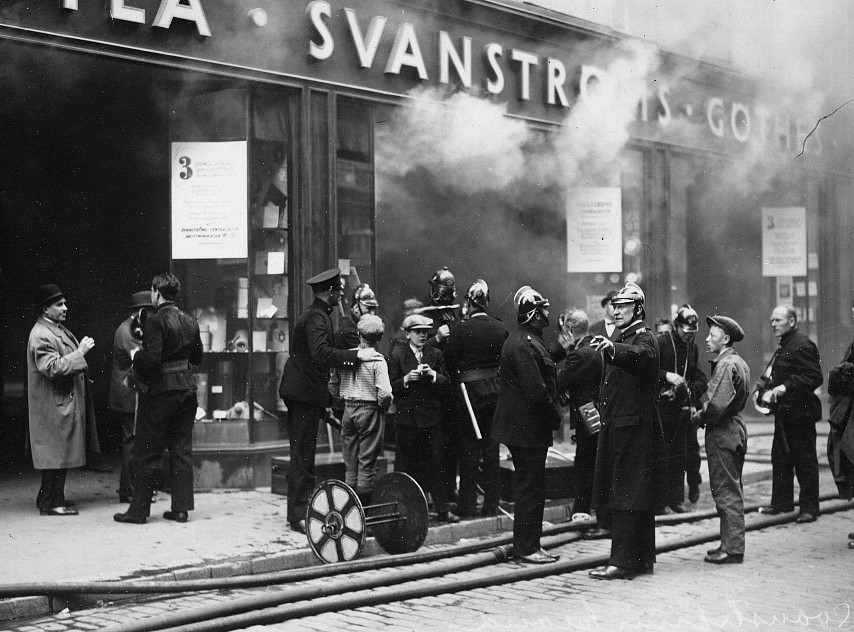
Utanför Svanströms butik, Drottninggatan 18–20.
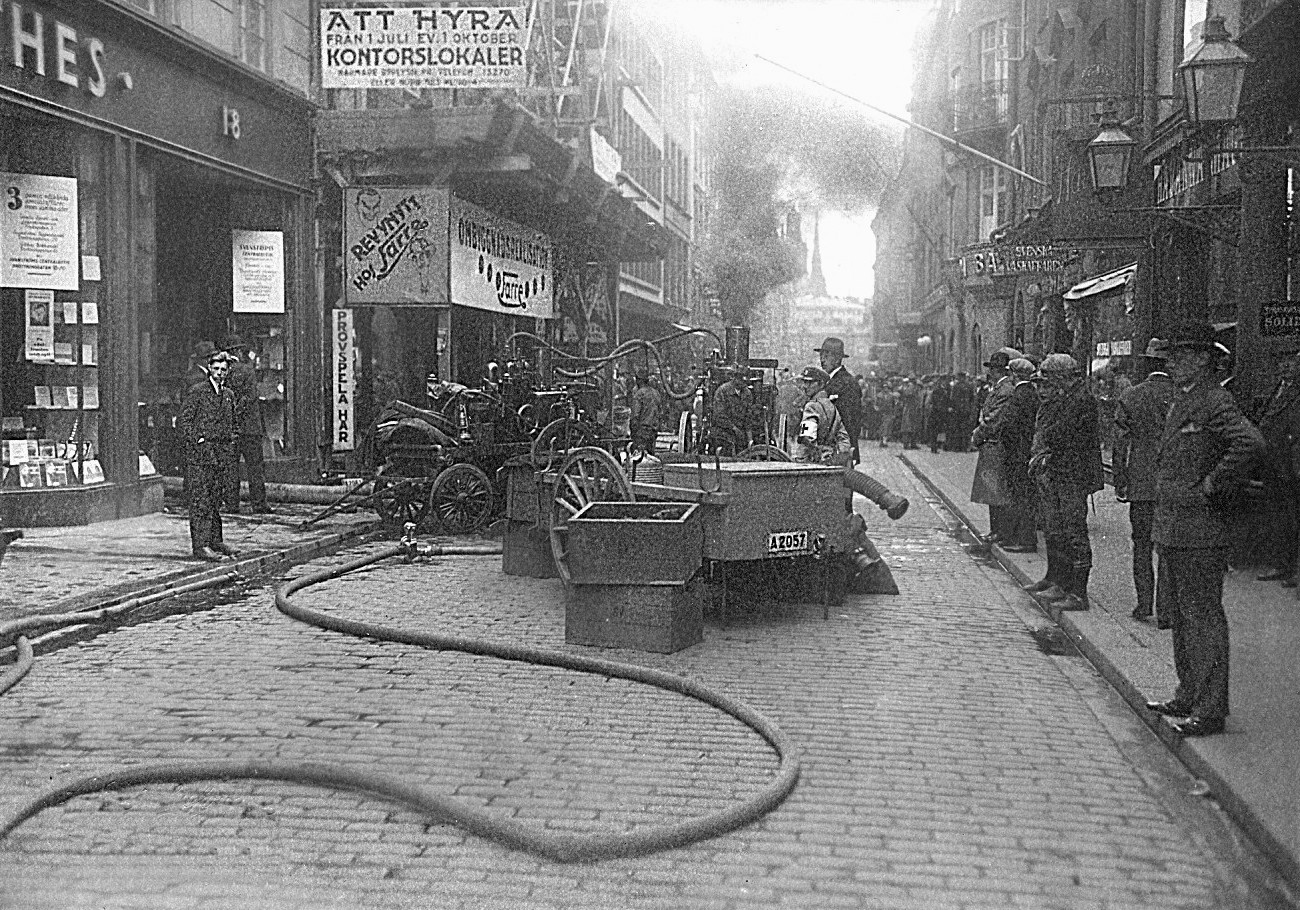
Drottninggatan söderut med Vattenledningsverkets ångspruta i bakgrunden.
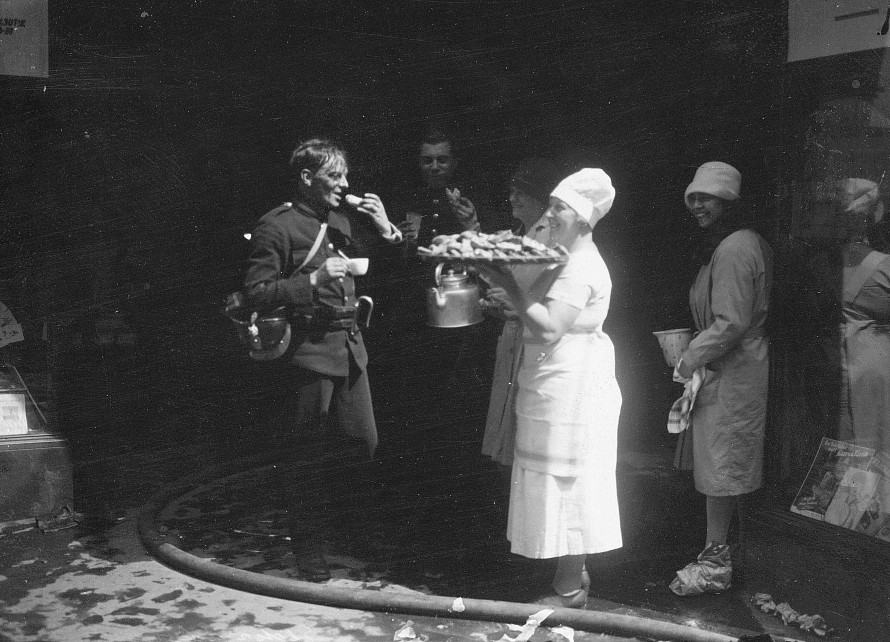
Brandmän bjuds på kaffe och kaka.
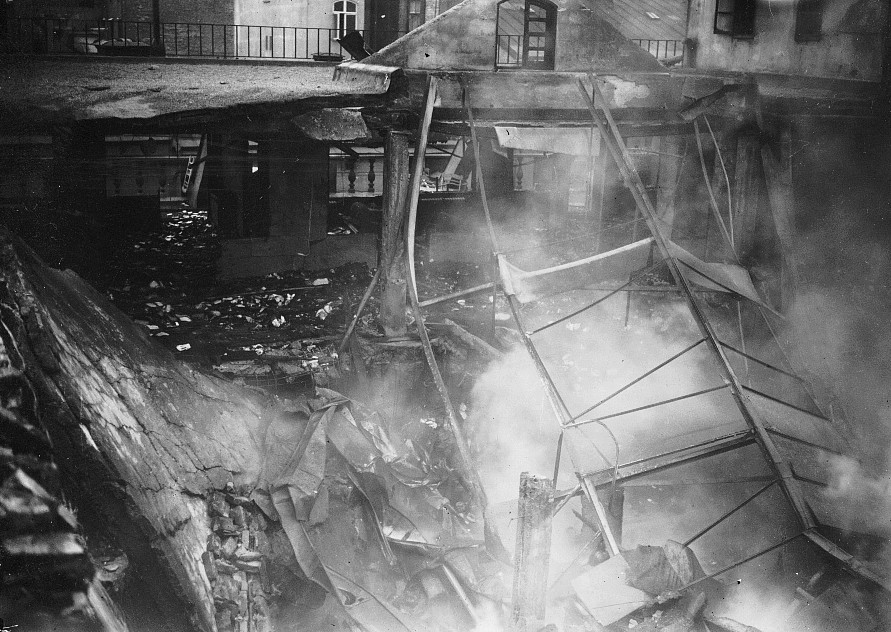
Två våningar har rasat samman, vy från södra grannfastigheten.

## Följder

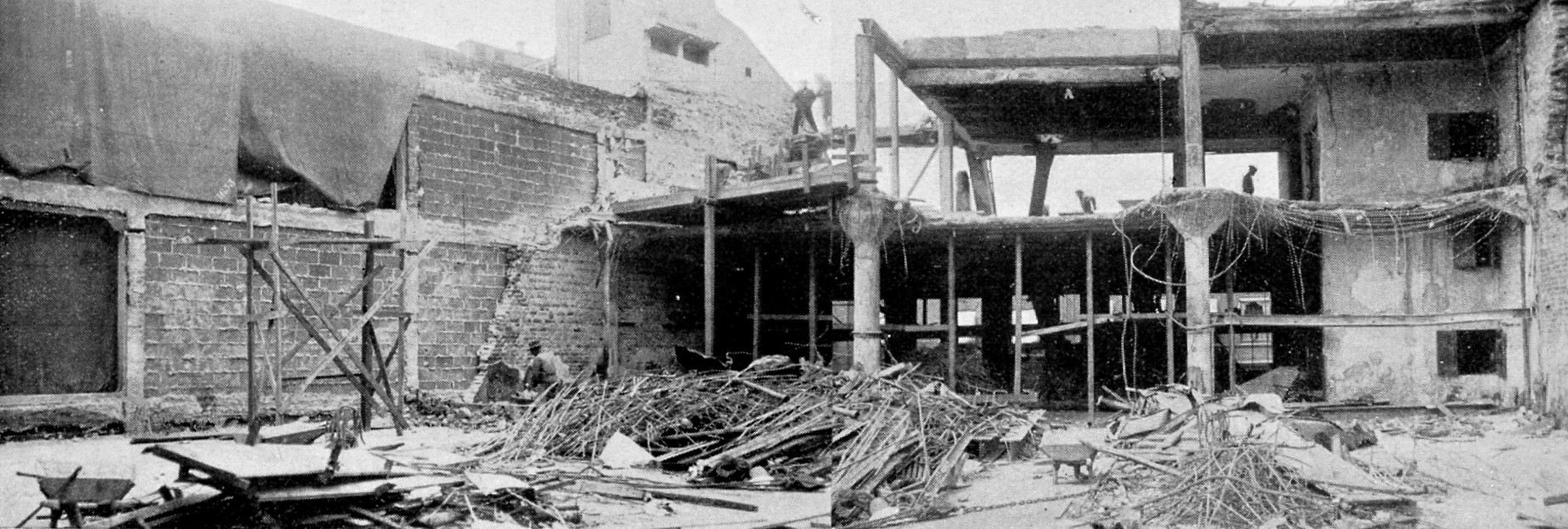
De rasade våningarna efter avröjningen, vy mot norr. Till vänster den delvis skadade brandväggen mot Drottninggatans fastighet.

Experter var förbryllade över hur en modern byggnad med pelarstomme och bjälklag i armerad betong kunde brandskadas så svårt att den måste rivas. Huset i fråga hade ritats och konstruerats av AB Industribyrån och dess chef Theodor Anton Bergen. En tillsatt undersökning med inriktning på konstruktionens brandmotstånd sammankallades av Svenska Brandskyddsföreningen och Svenska Betongföreningen. Utredningen kom fram till brister i konstruktionen. Det visade sig att vissa bärande stålkonstruktioner i ett mellanbjälklag inte var tillräckligt brandskyddade och gav vika i den enorma hettan som lokalt kan har uppnått 1 000 °C. Ännu en gång fick man bekräftat att oskyddat järn i en byggnadskonstruktion är ur brandsynpunkt ytterst farlig, konstaterade Teknisk Tidskrift i sin sammanfattning av branden i augusti 1929.

## Efter Branden
Huset vid Herkulesgatan gick inte att återställa och revs. På platsen lät företaget SLT uppföra en ny industribyggnad för kontor och lager. Man anlitade funkisarkitekten Ture Wennerholm att gestalta byggnaden som stod inflyttningsklar 1932. Den äldre fastigheten vid Drottninggatan reparerades och finns kvar än idag. Båda byggnaderna ägs sedan 1979 av Statens Fastighetsverk och är en del av Stockholms regeringskvarter.